# Вучји поток
Вучји поток (енгл. Wolf Creek) је аустралијски хорор филм из 2005. сценаристе и редитеља Грега Маклина.

## Радња
Прича говори о људима који су заробљени од стране серијског убице у Аустралији. Они успевају да побегну, али онда покушавају да га ухвате. Овај филм је направљен по догађајима које је доживео стварни серијски убица Иван Милат.

## Улоге
| Глумац          | Улога       |
| --------------- | ----------- |
| Џон Јарат       | Мик Тејлор  |
| Нејтан Филипс   | Бен Мичел   |
| Касандра Маграт | Лиз Хунтер  |
| Кести Мораси    | Кристи Еарл |

## Напомена
Са истим именом снимљена је и ТВ серија са две сезоне. Између осталих у серији игра и Јосефина Лангфорд.